# Canto general
Canto general ("Canto geral", em livre tradução) é um livro de poemas escrito por Pablo Neruda e publicado primeiramente no México, em 1950.
Neruda explicou, em suas memórias, que considerava Canto general como seu livro mais importante. O concebeu como um «projeto poético monumental» que aborda a história da América Latina seguindo os antigos cantos épicos. De fato, como assinalou Vinícius de Melo Justo, "O livro Canto general, de Pablo Neruda, é uma das mais importantes obras poéticas do século XX. Escrito em plena Guerra Fria, almeja abordar a totalidade do continente americano sob a égide do engajamento político de seu autor, importante militante do Partido Comunista à época da composição da obra", acrescentando que "Poucos projetos poéticos do século XX estabeleceram para si objetivos tão megalômanos quanto Canto general. O livro foi composto durante mais de uma década, nascendo de uma ideia de Neruda para um “Canto geral do Chile” e ganhando a forma de um canto voltado a todo o continente americano e sua história depois de algum tempo".
O autor construiu uma visão política a partir da militância comunista de sua época: fora amigo de Federico Garcia Lorca com quem convivera na Argentina, e no México foi bastante influenciado pelos artistas Diego Rivera e Siqueiros (este último, implicado no assassinato de Leon Trótski, fora por ele levado ao Chile, como exilado). Viajando bastante pelas nações americanas, entre 1945 e 1946 esteve no México, Brasil, Argentina e Uruguai. Eleito senador e tendo coordenado a campanha de Gabriel González Videla, este veio a perseguir os comunistas e Neruda então vive na clandestinidade em 1948. No dizer do escritor Antônio Olinto, «Também Pablo Neruda, diante dos poemas de Castro Alves que até hoje nos fazem existir, nele se inspirou para criar belos versos de seu "Canto General"» e lembra sua participação, em São Paulo, de comício que marcou a volta ao país de Luís Carlos Prestes com o fim da ditadura Vargas, tendo sido antes homenageado na Academia Brasileira de Letras, no Rio de Janeiro.
O Canto general consiste de quinze seções, 231 poemas e mais de quinze mil versos, "tornando-o um livro ao mesmo tempo abrangente e grandioso, impossível de ler de uma só vez", como assinalou Vinícius Justo.

## Escrita e primeira publicação
A concepção da obra teve início nos primeiros anos da década de 1940, ocasião em que Neruda atuou como cônsul de seu país no México; a maior parte da obra, contudo, foi feita entre 1948 e 1949, quando o poeta vivia na clandestinidade em razão da perseguição promovida pelo presidente Gabriel González Videla e, quando a deu por concluído, nomeou uma comissão composta por María Asúnsolo, Enrique de los Ríos, Wenceslao Roces, Carlos Obregón Santacilia, César Godoy e César Martino com o fim de editar o manuscrito. A edição coube ao pintor e ilustrador espanhol Miguel Prieto e as capas do livro foram obra de Diego Rivera e David Alfaro Siqueiros.
A primeira tiragem foi de 500 exemplares, dos quais 300 já estavam destinados àqueles que, como forma de financiar a obra, compraram-na antecipadamente. Dentre esses estavam Manuel Ávila Camacho, Lázaro Cárdenas, Dolores del Río, Jesús Silva Herzog, Paul Eluard, Pablo Picasso, Luis Buñuel, entre outros como o arquiteto Luis Barragán que doou seu exemplar de número 244 à Biblioteca Francisco Xavier Clavigero.
Diz Gabriel de Souza Fagundes que "Em 1950, Pablo Neruda publicou clandestinamente o Canto General, com ilustrações de Diego Rivera e David Alfaro Siqueiros em duas edições, assim como no Chile foram publicadas duas edições igualmente clandestinas, além das edições publicadas em outra série de viagens feitas entre Europa e Ásia em função de outro Congresso Mundial dos Partidários da Paz, inclusive seu Canto foi publicado em vários países (na União Soviética foram 250 mil exemplares, também China, Tchecoslováquia, Polônia, Suécia, Romênia, Índia, Palestina, Síria, e também nos Estados Unidos). Essa obra de Neruda teve um apelo por parte da Sociedade dos Escritores do Chile e do Sindicato dos Escritores no ano seguinte, 1951, para a sua publicação oficial. No mesmo ano traduções do Canto foram feitas em várias línguas" e que "Canto General apresenta uma diversificação interna, a obra tanto se caracteriza por ser como um todo poesia épica, quanto em cada seção tem a forma de poesia lírica". A Bíblia é uma referência utilizada pelo poeta, como nos versos do poema La United Fruit Co., em que diz "Quando soou a trombeta, estava tudo preparado na terra, e Jeová repartiu o mundo à Coca-Cola Inc., Anaconda, Ford Motors e outras entidades..."
Em 2016, por iniciativa da Universidad Iberoamericana, da Biblioteca Histórica José María Lafragua da Benemérita Universidad Autónoma de Puebla, da Biblioteca Nacional de México e outros organismos mexicanos, o Comitê Memória do Mundo para América Latina e Caribe da UNESCO, considerou a primeira edição da obra patrimônio cultural da humanidade.

## Cantos

### I:La lámpara en la tierra
No primeiro "canto" o poeta versa "sobre a terra, os animais, a vegetação, os rios americanos antes da Conquista e a chegada do ser humano (o ameríndio) nesse ambiente".
Para o estudioso de Neruda Jesús Sáchez Rodríguez este livro é o que traz unidade a toda a obra, e a "lâmpada" do título é a própria terra, que a tudo ilumina. Segundo ele o poeta faz ali construções que, apesar de ser ateu, se assimilam à bíblica, como quando traz o elemento humano no último poema "Amor América" - assim como no livro sagrado o homem surge por último na criação divina.
Nos versos de "Amor América" a chegada do colonizador europeu assinala um divisor de águas - um "antes e depois" - em que a vida em harmonia com a natureza, pura e exuberante da América, passa a ser de queda e degradação. Os europeus, no dizer de Darío Oses, começaram a descoberta do novo continente em 1492, com a chegada de Colombo e acharam primeiro estar nas Índias, para a seguir começarem a tentar traduzir com a cultura europeia aquilo que iam conhecendo, como quando pensaram haver chegado ao Paraíso na foz do Orinoco, e vislumbravam novas paisagens, plantas e animais: com sua poesia, Neruda continua a explorar e descobrir o continente.

### II:Alturas de Macchu Picchu

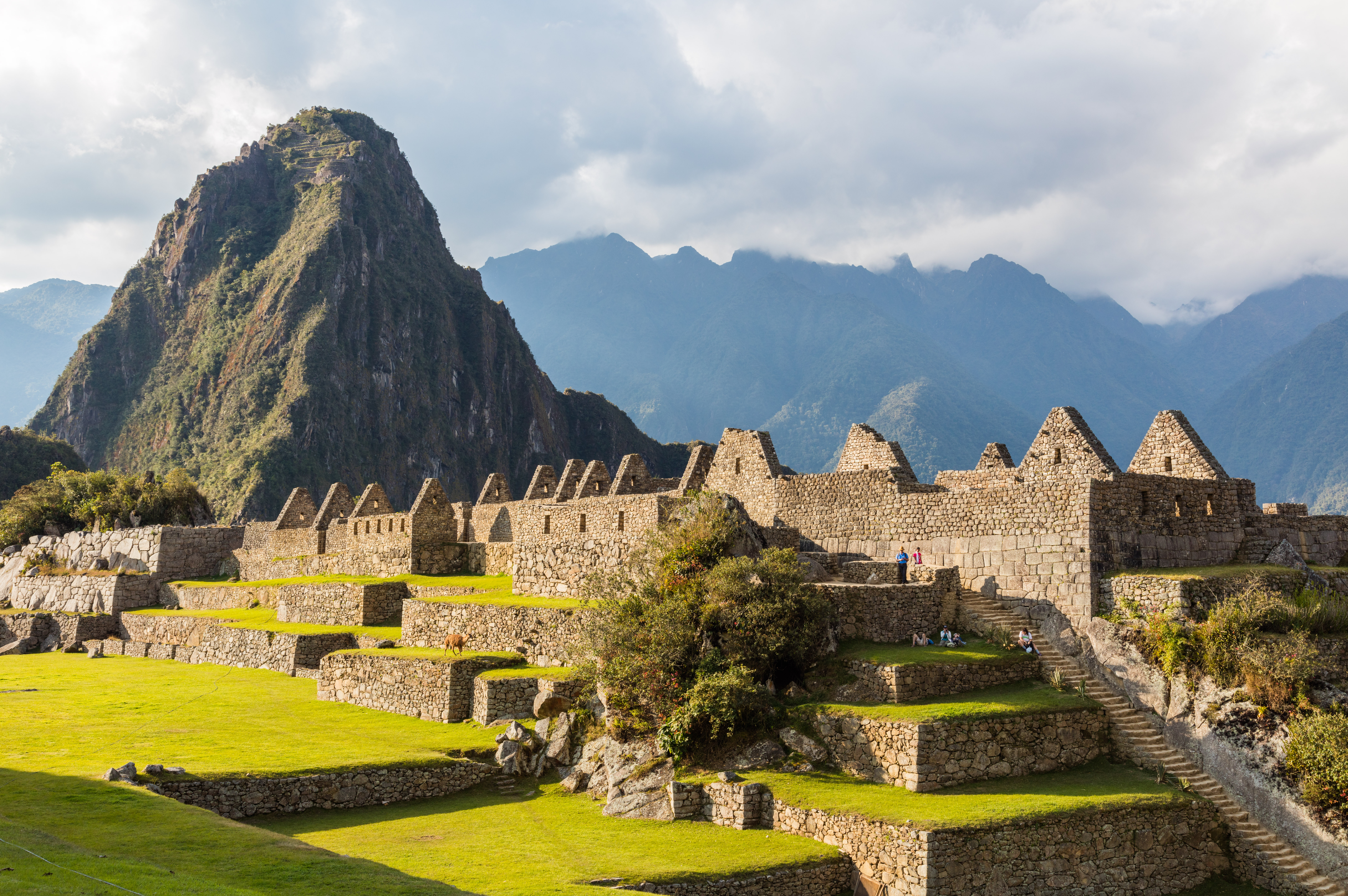
Machu Picchu, a cidade inca inspirou o segundo canto de Neruda.

Lembrando a cidade de Macchu Picchu, tem-se ali um canto "dedicado à cidade em ruínas do Império Inca, símbolo da América para o
poeta". Neruda havia se impressionado com a ausência dos construtores e, assim, chamou para si a tarefa de dar voz aos "moradores fantasmais" da cidade, como registrou Darío Oses: "Acudid a mis venas y a mi boca / Hablad por mis palabras y mi sangre".
Neste canto Neruda traz novamente o sentido que empresta à "lâmpada", que dá sentido à vida humana, que morre um pouco a cada dia; essas mortes sucessivas, diárias, não impedem entretanto a capacidade que tem de almejar a plenitude, na análise de Jesús Rodríguez. Assim, "a contemplação das ruínas de Macchu Picchu supõem uma revelação para o  eu poético do sentido da existência do homem".
O poema inspirou o álbum de 1981 com o mesmo título desse canto, do grupo Los Jaivas, onde trechos do poema, considerado um dos mais transcendentais de Neruda, são musicados numa mistura de rock'n roll com ritmos tradicionais andinos.

### III:Los conquistadores
Nesse canto trata Neruda das figuras importantes após a chegada dos colonizadores europeus e da chamada Conquista Espanhola. Como os dois cantos seguintes, trata da história do continente americano.
Aqui a protagonista é a Espanha imperialista e cruel, representada pela Igreja e pela monarquia, trazendo ao novo mundo a cruz e a espada, sob a imagem de um furacão que destrói a terra e o homem, retratando Neruda aos nativos martirizados como inocentes e de bom caráter, frágeis e incapazes de resistirem ao poderio invasor. O poeta cita nominalmente os conquistadores que trazem a destruição de norte a sul, a começar pela ilha de Guanahani, dali passando por Cuba, depois ao México e com Alvarado e Balboa desce para o sul até chegar no Chile.
Mas, mesmo entre os conquistadores, o poeta distingue seus comandantes dos soldados. Estes últimos são gente do povo, que como os nativos conheceu a fome, a pobreza, a opressão e, como diz a analista Maria A. Salgado, Neruda se identifica com eles: "Para o poeta o povo é igual em todas as partes porque compartilha o mesmo passado e porque entretanto experimenta os mesmos abusos e injustiças".

### IV:Los libertadores
Aqui o poeta fala das "lutas de independência e a favor do comunismo". Dedica a Castro Alves o poema XXIX onde questiona: "Castro Alves do Brasil, para quem cantaste? / Cantaste para a flor? Para a água / Cuja formosura diz palavras às pedras? / Cantaste para os olhos, para o perfil alado / Daquela a quem então amavas? Para a Primavera?" e registra Antonio Olinto: «E o próprio Neruda assume o lugar de Castro Alves e responde: "Cantei para os escravos", "Cantei naqueles dias contra o inferno", "Cantei contra a mão que empunhava o látego, Contra os donos das trevas", "Cada rosa tinha um morto em suas raízes", "Minha voz era a única a encher o silêncio", "Cantei para os que não tinham voz", "Minha voz golpeou as portas até então fechadas", "para que, combatendo, a Liberdade entrasse."»

### V:La arena traicionada
É "um relato que vitupera os vilipendiadores do continente". Nele "as questões do engajamento político e da crítica social de Pablo Neruda são explícitas, das quais o autor expõe vários problemas da sociedade chilena do período oligárquico até o fim da década de 1940, desde a influência do capital estadunidense até a execução de militantes comunistas narradas nos versos deste canto" "como uma alusão à perseguição que sofreu junto com seus correligionários do partido comunista, também aos governos autoritários que se estabeleceram na América Latina de uma forma geral até o fim da primeira metade do século XX, assim como as intervenções e empresas multinacionais dos Estados Unidos".

### VI:América, no invoco tu nombre en vano
São "composições sobre o caráter do continente americano". O "Canto VI foi escrito no ano de 1942 e publicado em revistas literárias": "Nesta parte do livro constam 19 poemas que foram publicados no ano de 1942 em revistas literárias de Cuba. Mesmo tendo sido publicado pela primeira vez anteriormente ao próprio Canto, esse sexto canto cumpre a função de representar de forma complementar os elementos do canto anterior, o canto V – ‘La arena traicionada’ – onde Neruda contemplou as formas de dominação e exploração dos trabalhadores na América Latina, exploração econômica e dominação política tanto interna quanto externa, desde os processos de formação das nações até o ano de 1949".

### VII:Canto general de Chile
Aqui tem-se "a homenagem do poeta à sua terra natal, de certa forma o começo da ideia do livro". Segundo Neftalí Ricardo Reyes Basoalto, este é "poema de força imaginativa e descritiva. Geografia, desastres geológicos, cidades, pessoas e plantas são mostrados em meio a uma série de metáforas poderosas. A ausência de Neruda de seu país, o exílio imposto por sua ideologia, exacerba seus sentimentos patrióticos, e ao retornar ele deixou claro esse sentimento em 'Hino e Retorno'".

### VIII:La tierra se llama Juan
É um "conjunto de poemas feito a partir da fala do povo humilde".

### IX:Que despierte el leñador
Trata-se de "panfleto favorável às raízes dos EUA (especialmente Lincoln) mas que deprecia seu presente, em favor da URSS". Assim, este canto não apresenta uma visão positiva da nação norte-americana que denuncia sua avareza e orgulho, comparando-a à cidade pecadora da Bíblia, Cafarnaum, que está erguida até os céus e "até os infernos será abaixada" (Lucas, 10:15).
Na análise de Stephanie R. Gates, Neruda inspirou-se na obra de Walt Whitman na escrita desta seção; ali apresenta dois Estados Unidos: "um do fazendeiro, do proletariado e das raças reprimidas; outro consiste das forças exploradoras do governo hipócrita, dos anti-intelectuais e do capitalismo", como informa a pesquisadora, que então adiciona: "Neruda antecipava o idealismo que acompanharia o início da Revolução Cubana", que se daria nove anos após a publicação de sua obra.

### X:El fugitivo

Neruda (centro) com Jorge Amado (à direita)

É um "relato dos dias nos quais Neruda foi perseguido politicamente e foragido no Chile".
Eleito senador em maio de 1945, em julho ele ingressou no Partido Comunista e foi designado chefe da propaganda do candidato à presidência Gabriel González Videla (a quem chama de  “pequeño vampiro vil y encarnizado”), de uma coalizão de esquerda. Um vez eleito, no ano seguinte, ele expulsa os comunistas de seu governo e promulga a chamada Ley maldita: os comunistas são declarados ilegais e campos de concentração são criados. Neruda, com o foro privilegiado, faz forte oposição ao presidente e em 6 de janeiro de 1948 profere o discurso Yo acuso (como o de Emile Zola) - mas já no dia seguinte a justiça tira-lhe o foro e o governo emite uma ordem de prisão e o Partido decide não entregá-lo às autoridades, tendo início um ano de vida na clandestinidade.
Grande parte dessa parte da obra foi escrita quando o poeta estava escondido em Valparaíso e tentava sair do país em um navio equatoriano. Sobre esse momento, ele relatou: "Entre os lugares comoventes que me abrigaram, lembro-me de uma casa de dois quartos, perdida entre as colinas pobres de Valparaíso. Fiquei confinado a um pedaço de quarto e a um cantinho da janela de onde observava a vida do porto. Daquele pequeno ponto de observação, meu olhar abrangeu um fragmento da rua. À noite, vi pessoas se movimentando com pressa. Era um subúrbio pobre e aquela ruazinha, cem metros abaixo da minha janela, monopolizava toda a iluminação do bairro. Lojas e casas noturnas lotavam".
Finalmente, após ocultar-se por várias cidades chilenas, consegue sair do país a cavalo, atravessando os Andes a 24 de fevereiro de 1949. Em abril daquele ano toma parte do Primeiro Congresso Mundial de Partidários da Paz, em Paris e todos finalmente ficam sabendo de seu paradeiro. Mesmo tendo que manter-se oculto, ele não deixa de escrever e o período acaba por se tornar o núcleo central de todo o Canto general e onde experimentou a solidariedade do povo chileno que registrou nos versos do Canto X.

### XI:Las flores de Punitaqui
Traz "poemas sobre uma greve de mineiros ocorrida no norte chileno".

### XII:Los ríos del canto
Com "poemas-cartas a poetas também ligados ao comunismo latino-americano". Este livro é, no dizer de Cedomil Goic, fortemente marcado pelo momento histórico no qual o poeta viveu clandestino e exilado, entre 1948 e 1949, e os cinco poemas que o compõem são missivas onde manifesta sua amizade e identidade política com os destinatários, alguns já falecidos: no primeiro, dirige-se ao poeta e empresário venezuelano Miguel Otero Silva; o segundo Rafael Alberti, poeta espanhol exilado na Argentina, nação do destinatário do poema seguinte José González Carbalho, também poeta. O quarto dedica ao músico mexicano Silvestre Revueltas, já falecido então, assim como o quinto e último, endereçado a Miguel Hernández, poeta espanhol morto no cárcere e a quem Neruda promete vingança.

### XIII:Coral de año nuevo para la patria en tinieblas
Uma "seção destinada à denúncia das arbitrariedades praticadas pelo governo chileno".

### XIV:El gran océano

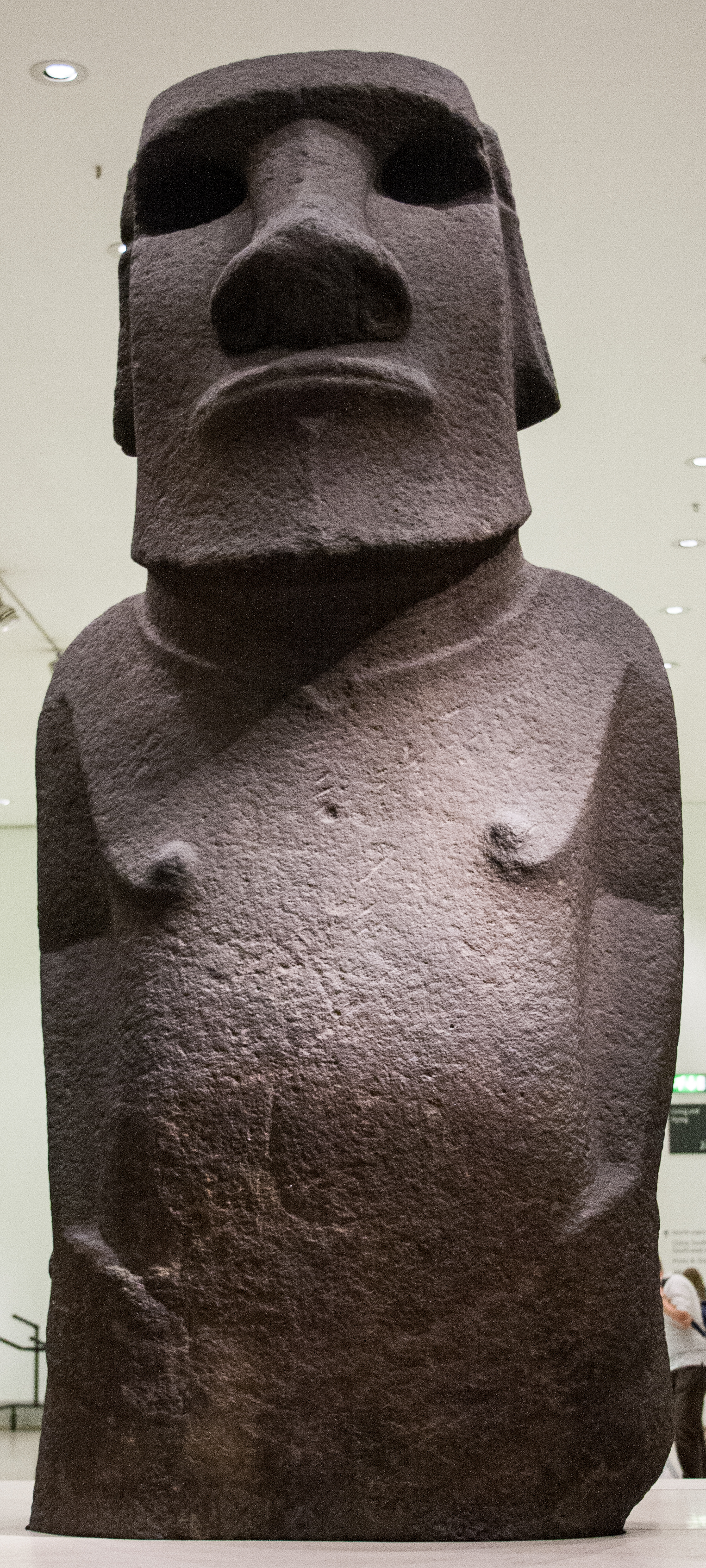
Moai levado da Ilha de Páscoa para o Museu Britânico, em Londres. A destruição da cultura nativa pela "civilização moderna" é retratada nesta seção, a partir dos "povos do mar".

Versos "sobre o mar, a ilha de Páscoa e a relação particular do poeta com a imensidão do oceano". É a penúltima seção da obra e está composta por vinte e quatro poemas, sendo o primeiro deles o que lhe dá título. Junto à segunda seção (Alturas de Machu Picchu), é considerada o núcleo lírico do livro, onde o poeta desenvolve no tempo e descreve no espaço o tema que escolheu aqui: "o mar e seus segredos", muito embora transcenda a esse aspecto.
Neruda desde cedo manifesta em poesia sua paixão com o mar, que vislumbrava em criança e que retratou em seus versos, de forma tão profunda que Alain Sicard registrou: "a imagem do Chile, oferecido por inteiro à influência oceânica, banha o mar desde sempre a vida e obra de Pablo Neruda".
Além do poema-título da seção, nele estão poesias como: «Los nacimientos», «Los peces y el ahogado», «La muerte», «A una estatua de proa», «El hombre en la nave», «Los enigmas», «Phalacrocorax», «La noche marina», «Los hombres y las islas», «Rapa Nui», «Los constructores de estatuas», «Los oceánicos», «Los hijos de la costa», «Los puertos», «Los navíos», «Las aves maltratadas». Em alguns poemas como «Rapa Nui» Neruda retrata o drama dos nativos da Ilha de Páscoa, que tiveram destruída a sua cultura pela civilização moderna, a mesma que continua a destruir os primeiros americanos.

### XV:Yo soy
Nesta última seção Neruda traz "uma espécie de autobiografia poética". Nele, ao falar de seus anos na Ásia, o poeta relembra o processo de colonização que ali testemunhara e mostra sua preocupação social onde "o bem-estar dos colonizadores se sustenta na dominação sobre o homem", como assinala Jesús Rodríguez.